# Sokodé
Sokodé is de op een na grootste stad van Togo en het bestuurlijk centrum van de regio Centrale. De stad ligt in het midden van het land, op 339 kilometer ten noorden van de hoofdstad Lomé, tussen de rivieren Mo en Mono. Het inwoneraantal van de stad bedroeg 45.660 inwoners bij de volkstelling van 1981 en wordt anno 2008 geschat op tussen de 50.000 en 120.000 inwoners, voornamelijk moslims. De stad ligt in het gebied van de Tem (Kotokoli's) en vormt een belangrijk verwerkingscentrum voor landbouwproducten uit de omliggende regio. Er wordt onder andere katoen gesponnen en rietsuiker verwerkt. Elke maandag en donderdag wordt er een markt gehouden.
De stad is ontstaan uit een aantal dorpen, die nu districten van de stad vormen. Net als bijvoorbeeld Atakpamé vervult ze de rol van regionaal centrum, met het verschil dat Sokodé haar groene karakter wat meer heeft behouden met veel flamboyanten en mangos, die langs de wegen zijn aangeplant. Het belangrijkste gebouw van de stad is een grote oude moskee. Sinds 1955 is de stad de zetel van het rooms-katholieke bisdom Sokodé en de stad bezit dan ook een kathedraal. Uit de Duitse koloniale periode zijn een paar gebouwen overgebleven. Het Musée régional du centre omvat een collectie historische voorwerpen van de Tem. Een belangrijk jaarlijks Tem-festival in de stad is de Gadao-Adossa (festival van de messen), dat in de derde maand van de islamitische kalender wordt gehouden.
De voetbalclub Semassi F.C. komt uit de stad.

## Geboren
- Edem Kodjo (1938-2020), politicus
- Mohamed Kader (1979), voetballer